# Nijlpaard
Het nijlpaard (Hippopotamus amphibius) is de grootste en algemeenste soort uit de familie van de nijlpaarden (Hippopotamidae). De andere soort is het dwergnijlpaard (Hexaprotodon liberiensis). Het is tevens een van de grootste landzoogdieren. Slechts de olifanten en sommige neushoornsoorten zijn groter. De wetenschappelijke naam van de soort werd in 1758 gepubliceerd door Carl Linnaeus in de tiende editie van Systema naturae. Het nijlpaard is de enige recente soort van het geslacht Hippopotamus, dat onder andere ook enkele uitgestorven soorten uit Madagaskar en de Pleistocene Europese soort Hippopotamus antiquus omvat. Ondanks de naam is het dier niet nauw verwant met het paard, maar eerder met walvissen.

## Leefgebied
Nijlpaarden leven in en om het water, in rivieren, plassen, meren en moerassen in een groot deel van Afrika. Ze komen oorspronkelijk in ieder gebied voor waar voldoende water is om in te baden en gras om van te grazen. In bergen kunnen ze tot op 2000 meter hoogte worden gevonden.
Nijlpaarden zijn een belangrijk onderdeel van hun ecosysteem. Er zijn meren die zonder nijlpaarden zo goed als levenloos zouden zijn, bijvoorbeeld doordat ze uit vrijwel steriel bronwater voortspruiten, maar door de bemesting door dit dier een hele levensgemeenschap ondersteunen.

## Beschrijving
Het nijlpaard heeft een groot, rond lichaam, korte poten en een grote kop met een brede snuit. De staart is kort en dik. Ze hebben geen vacht, slechts enkele borstelharen op de staart en het gezicht. De zachte, glimmende huid is paars-grijs of blauwig zwart. De onderzijde, oren en bek zijn meer bruinachtig roze. In de huid zitten klieren die een viskeuze stof afscheiden die aan de oppervlakte een rode kleur krijgt door polymerisatie. Deze afscheiding dient onder andere als zonnebrandcrème, ontsmettingsmiddel en parfum. De ogen, oren en neusgaten zijn hoog op de kop geplaatst, waardoor ze boven water blijven terwijl de rest van het lichaam onder water is. De snijtanden zijn zeer groot en dienen voornamelijk om te vechten. Bij mannetjes zijn de hoek- en snijtanden groter dan bij vrouwtjes. De tanden kunnen een lengte krijgen tot 50 cm. De tanden blijven scherp doordat de tanden van de onderkaak en bovenkaak tegen elkaar aan schuren.
Het nijlpaard heeft een kop-romplengte van 280 tot 350 centimeter en een schofthoogte van 130 tot 165 centimeter. De staart is 35 tot 50 centimeter lang. Mannetjes zijn groter dan vrouwtjes. Vrouwtjes wegen over het algemeen 510 tot 2500 kilogram, mannetjes 650 tot 3200. De mannetjes blijven veelal hun hele leven groeien.
Nijlpaarden worden in het wild zo'n 40 jaar oud en in gevangenschap circa 50 jaar. De hoogste geregistreerde leeftijd van een nijlpaard in gevangenschap is 65 jaar.

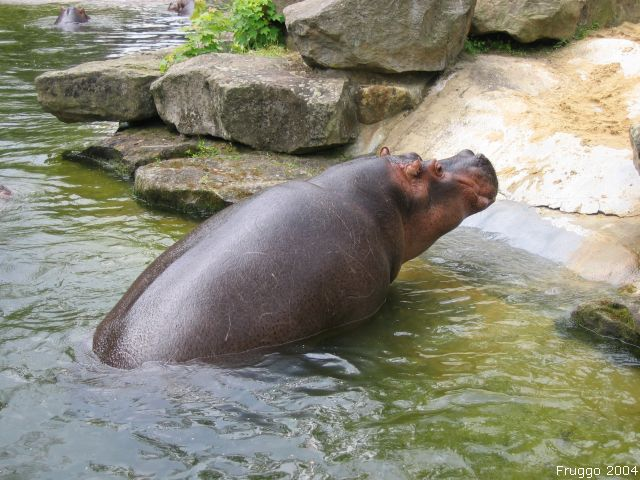
Nijlpaard in het Noorder Dierenpark Emmen
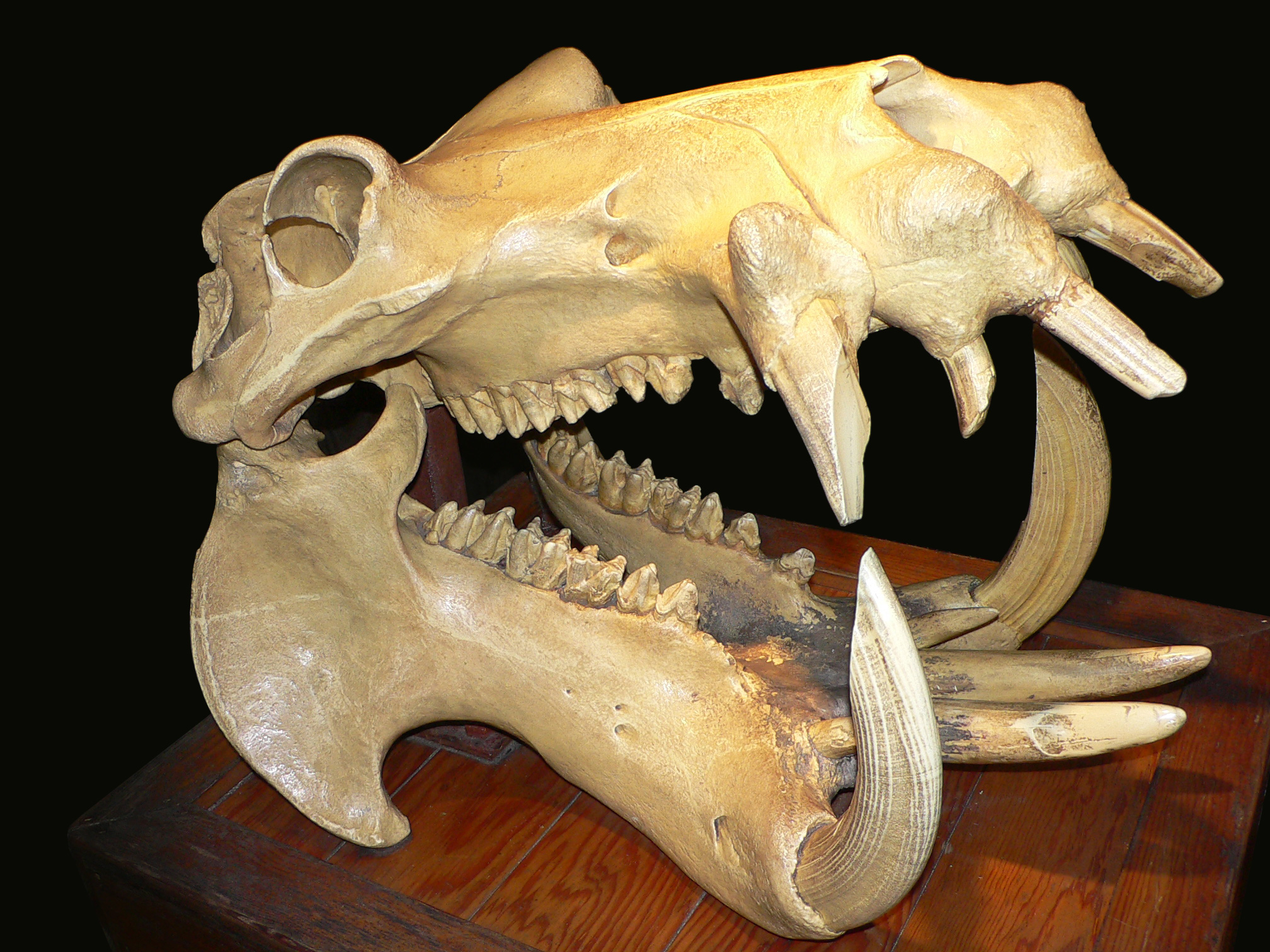
Nijlpaardschedel
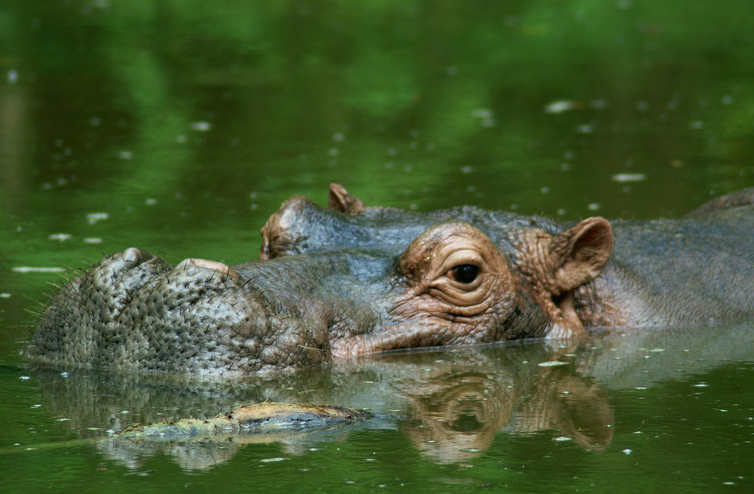
Oren, ogen en neusgaten van het nijlpaard zitten boven op het hoofd
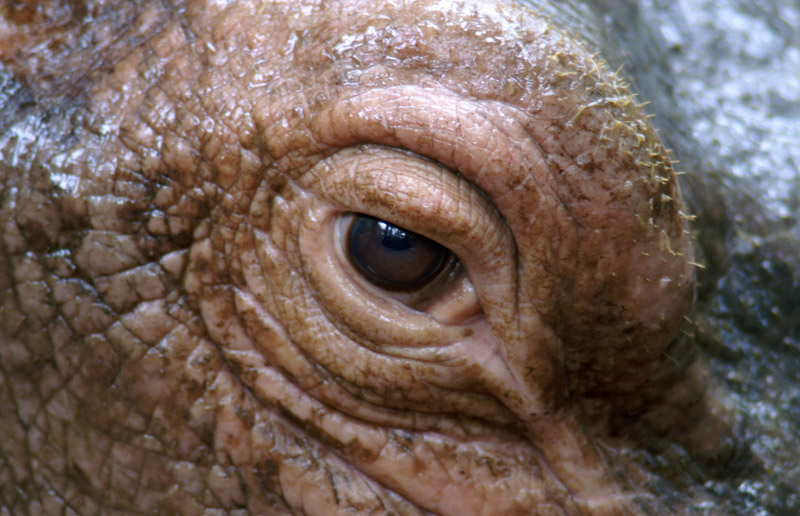
Close-up van het oog van een nijlpaard

## Leefwijze

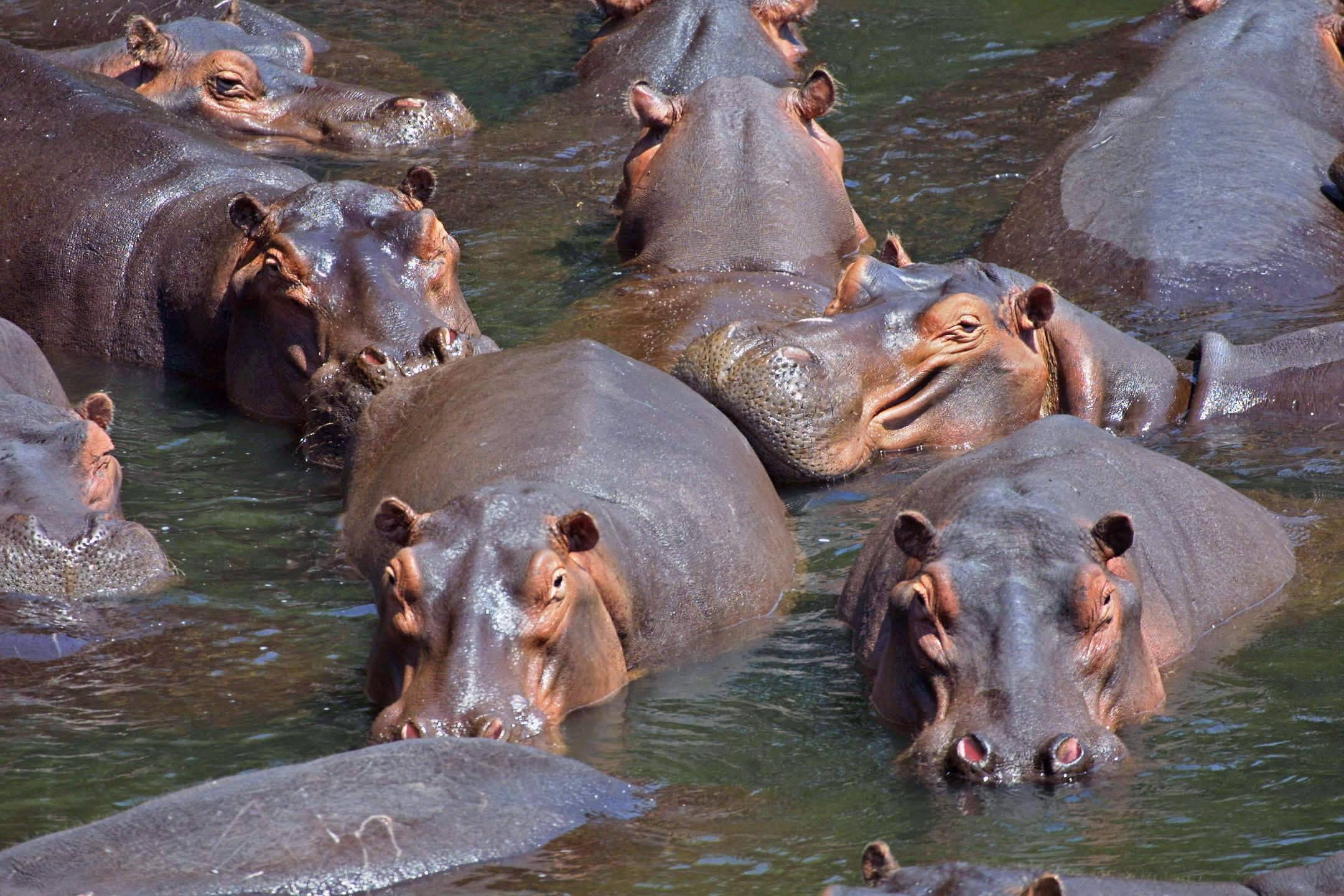
Kudde nijlpaarden in Luangwa Valley

Overdag verblijft het nijlpaard in het water, zodat het beschermd is tegen oververhitting, uitdroging en zonnebrand. 's Nachts verlaat het het water om te grazen. Het nijlpaard graast bij voorkeur solitair op korte grasvelden. Het heeft meestal vaste paden van het water naar de graasweide. Op een nacht kan een nijlpaard acht tot tien kilometer afleggen om bij de graasplekken te komen. In uitzonderlijke situaties is het tot 30 kilometer van het water te vinden. Het nijlpaard graast met de grote, stevige leerachtige lippen, niet met de tanden. Gras vormt het voornaamste voedsel: in een nacht kan het tot zestig kilogram aan gras eten. Tevens zijn er verschillende observaties bekend van nijlpaarden die zich tegoed doen aan rottende karkassen en sommigen hadden het zelfs gemunt op levende prooien. Enkele keren werd kannibalisme vastgesteld.
Het nijlpaard leeft in losse kudden van twee tot vijftig dieren. In het droge seizoen, wanneer veel poelen droogvallen, kunnen deze kudden zich samenvoegen in permanente wateren tot grote kudden van meer dan tweehonderd dieren. Binnen de kudde heerst een strikte hiërarchie. De oudste mannetjes, die meestal ook het grootst en sterkst zijn, zijn dominant. De dominante mannetjes hebben een territorium, dat zowel delen van het land als het water kan beslaan. Binnen hun territorium hebben ze het recht om te paren. Onderdanige mannetjes worden getolereerd in dit territorium. Mannetjes dagen elkaar uit tot een gevecht door te gapen. Tijdens het gevecht slaan de dieren met de onderkaken tegen elkaar aan.
Als het nijlpaard onder water gaat sluit het de neusgaten en oren af. Zodra het weer boven komt blaast het eerst de resterende lucht met kracht uit zijn longen om zo te voorkomen dat het water in de neusgaten krijgt. Een volwassen nijlpaard kan makkelijk 5 minuten onder water blijven en er zijn metingen van bijna 15 minuten. Gemiddeld blijft het echter nog geen twee minuten onder water. Nijlpaarden slapen meestal ook onder water. Al slapend komen ze boven om adem te halen, iets wat net zo automatisch gebeurt als het ademhalen zelf. Nijlpaarden bewegen zich al lopend over de bodem van het meer of de rivier voort. 
Een volwassen nijlpaard kan niet zwemmen. Om onder water toch vooruit te komen zet het zich af tegen de grond. Een jong exemplaar kan met behulp van zijn achterpoten wel normaal zwemmen, maar meestal verkiest het, net als de volwassen nijlpaarden, om over de bodem te lopen.

## Voortplanting

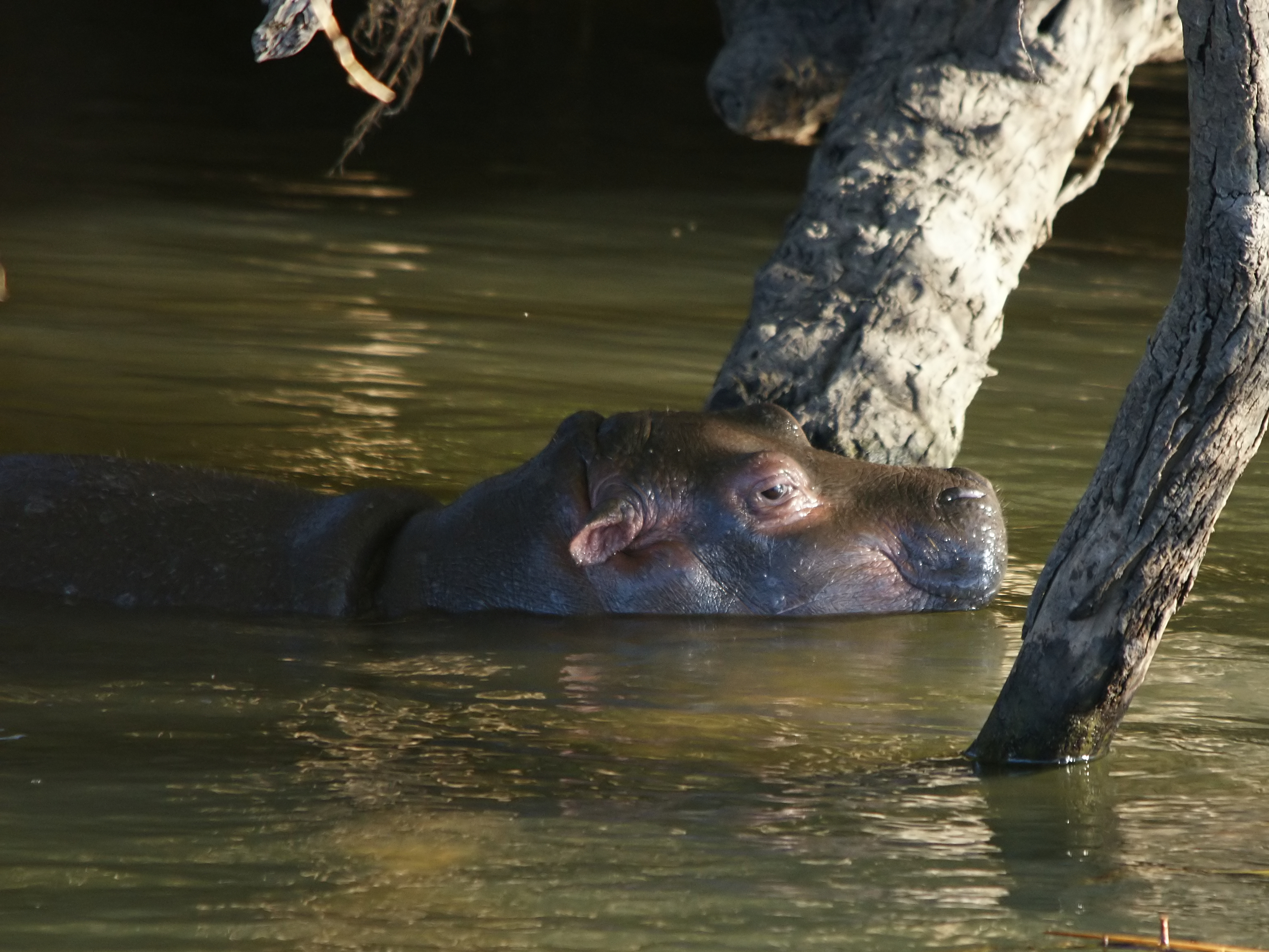
Jong dier in de Zambesi

Dominante stieren gaan regelmatig op zoek naar de vrouwtjes in hun territorium die klaar zijn om te paren. Dit doet hij door aan het achterwerk van de koe te ruiken. Als hij een vrouwtje heeft gevonden dat klaar is voor paring probeert hij haar zo snel mogelijk het hof te maken. Het mannetje probeert het vrouwtje in het water te krijgen waarna het mannetje en het vrouwtje met hun kaken tegen elkaar slaan. Daarna forceert het mannetje het vrouwtje in de paringshouding. Deze paring vindt plaats onder water, waarbij het vrouwtje geheel onder water verdwijnt. Als het vrouwtje met haar kop boven water probeert te komen om adem te halen, kan het voorkomen dat het mannetje naar haar gezicht hapt. De totale paring duurt enkele minuten.
Tussen twee worpen zit een interval van twee jaar. Na een draagtijd van acht maanden wordt één, zeer zelden twee jongen geboren. De jongen worden gedurende het hele jaar door geboren, hoewel de meeste tijdens het regenseizoen ter wereld komen. Het jong wordt geïsoleerd van de kudde geboren. Moeder en jong blijven twee weken bij elkaar voordat ze terugkeren naar de kudde. Tijdens deze twee weken is de moeder zeer alert en agressief. Jongen worden zowel op het land als in het water gezoogd. De totale zoogtijd duurt zo'n acht maanden. Onder water klappen de oortjes en de neusgaten dicht, iets wat tijdens het zogen op het land in het begin ook nog gebeurt. Bij het zogen onder water komt het kalf regelmatig boven water om even adem te halen. De jongen, die bij de geboorte tussen de 25 en 55 kilogram wegen, zijn dan nog vrij speels. Na de eerste maand beginnen de jongen voorzichtig voor het eerst met grazen.
De band tussen moeder en jong is zeer hecht. De moeder likt het jong en krabt het voorzichtig met de grote snijtanden. De moeder is erg beschermend naar haar jong toe en andere nijlpaarden worden op afstand gehouden. Na enkele maanden komt het voor dat jonge kalfjes in een soort van crèche worden achtergelaten, waarbij enkele nijlpaarden op de hele groep passen terwijl de moeders even weg zijn. De jonge nijlpaarden in de crèche houden zich vaak bezig met oefengevechten en achtervolgingen.
Vrouwtjes zijn na vijf à zes jaar volgroeid en na zeven tot vijftien jaar geslachtsrijp. Mannetjes zijn meestal eerder geslachtsrijp, maar zij zullen zich nog niet voortplanten. Zij zullen hun hele leven lang doorgroeien, zij het niet in hetzelfde tempo. Vrouwtjes blijven voor een groot deel van het leven bij hun moeder. In gevangenschap kunnen ze ruim vijftig jaar oud worden.

## Relatie met de mens

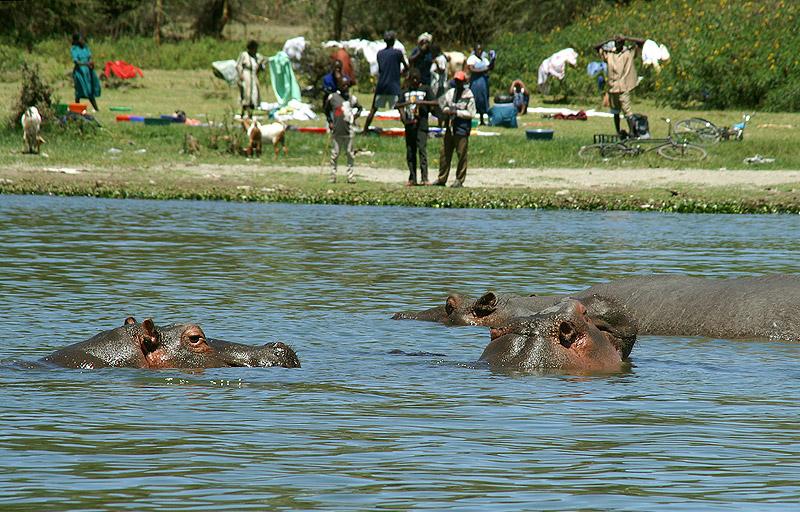
Nijlpaarden en mensen komen regelmatig in conflict.

Nijlpaarden zijn veel gevaarlijker dan ze eruitzien. Het is in Zuid-Afrika, na de malariamug en de nijlkrokodil, het dier dat de meeste menselijke slachtoffers eist. Het is heel onverstandig zich tussen een nijlpaard en het water te begeven. Het dier voelt zich dan afgesneden en valt aan. Ook is het gevaarlijk om met bootjes in de buurt van nijlpaarden te komen. Zij gooien soms de boot om en takelen mensen dan toe met hun tanden. Een volwassen mannetje kan een drie meter lange krokodil in tweeën bijten. De dieren lijken sloom, maar aan land kunnen ze een snelheid tot 30 kilometer per uur halen en zijn ze zeer wendbaar.
Nijlpaarden worden bejaagd voor het vlees en vanwege de schade die ze berokkenen aan landbouwgebieden. Ze zijn echter vrij makkelijk te sturen met hekken en sloten. Het verspreidingsgebied is minder uitgestrekt dan voorheen, maar er zijn initiatieven om de dieren op verschillende plaatsen waar ze van nature voorkwamen te herintroduceren.
Sinds mei 2006 staat het nijlpaard op de Rode Lijst van de IUCN als een kwetsbare soort. Habitatverlies en jacht (voor vlees en ivoor) hebben het aantal nijlpaarden doen afnemen. Vooral in politiek instabiele gebieden is het aantal nijlpaarden drastisch gedaald. In Congo-Kinshasa is bijvoorbeeld het aantal nijlpaarden in de periode 2000-2007 met circa 95% gedaald.

## Legende
Nijlpaarden speelden een vrij grote rol in de Egyptische mythologie, zoals in de strijd tussen Horus en Seth.
Er gaat een Afrikaanse legende over waarom het nijlpaard geen haar heeft: "Lang geleden zou het dier prachtig haar hebben gehad. Het was hier zo trots op, dat het ging opscheppen tegen de haas, en vertelde de haas dat die maar lelijk haar had. De haas werd kwaad, en stak terwijl het nijlpaard lag te slapen zijn haar in brand. Sindsdien is het nijlpaard kaal, en het schaamt zich nu zo voor zijn lijf, dat het onder water is gaan leven."

## Media
- De documentaire Hippo King (2022)[10] volgt een volledige levenscyclus van een nijlpaard in het Luangwa-bekken, van geboorte tot oude dag.